# Sant Martí de Dosquers
Sant Martí de Dosquers és l'església parroquial del poble de Dosquers, dedicada a Sant Martí, al municipi de Maià de Montcal (Garrotxa) protegit com a bé cultural d'interès local.

## Descripció

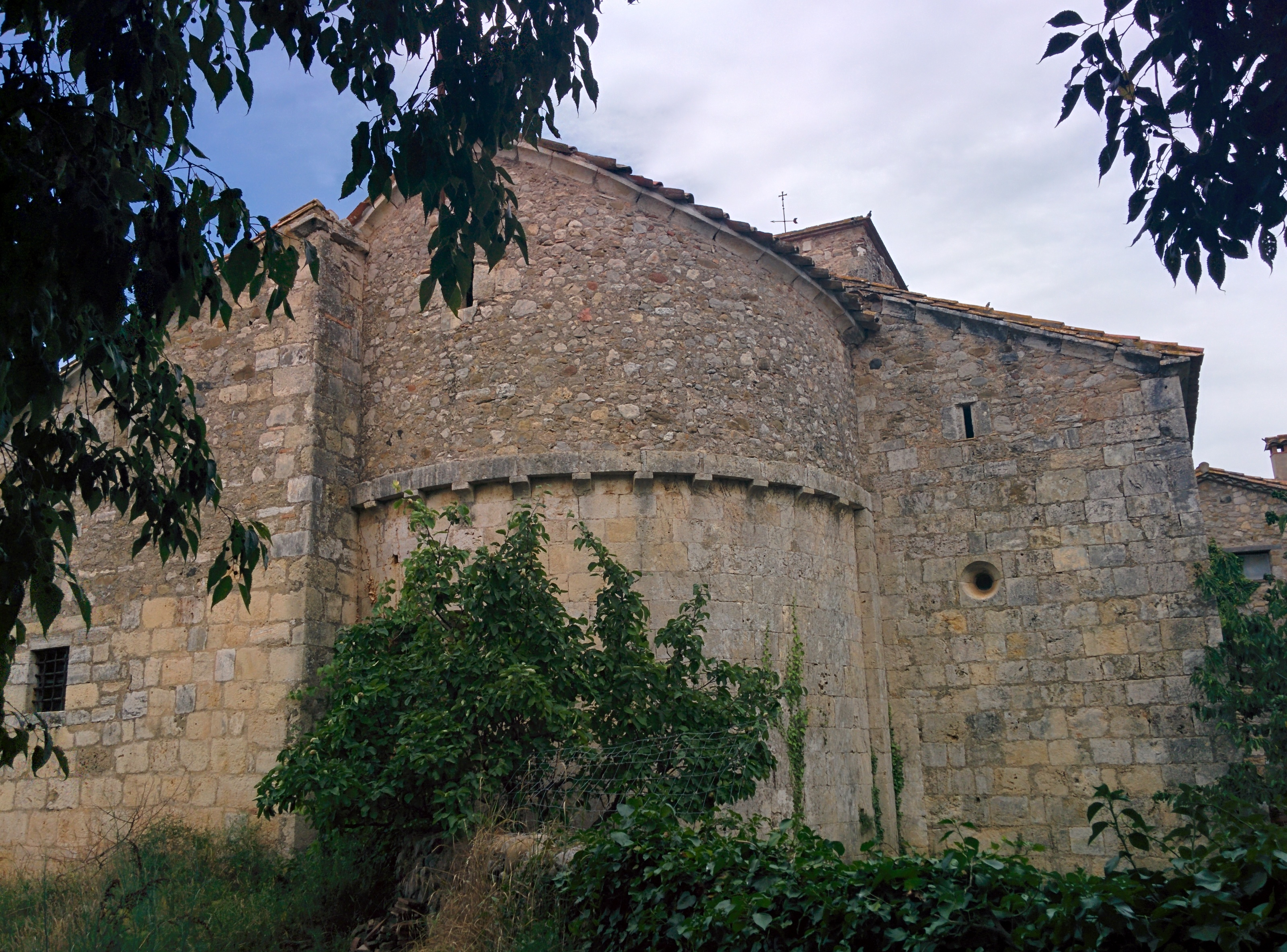
Absis de l'església

És un edifici romànic d'una sola nau i absis semicircular que presenta construccions annexes, d'època posterior, que modifiquen la seva primitiva estructura: dues capelles a tramuntana i dues a migdia més una sagristia a l'angle sud-est. A ponent hi ha la porta d'accés al temple, protegida per una cornisa semicircular i formada per arcs en degradació; la llinda i el timpà són llisos. Damunt hi ha una finestra amb arquivoltes i cornisa. L'absis va ser sobrealçat, i per la part de migdia s'observen les ampliacions del temple. A l'interior destaca l'arc triomfal que uneix la nau amb l'absis. El campanar antigament era d'espadanya i fou convertint en torre amb finestres d'arc de mig punt; s'hi accedeix per una escala exterior.
La pica baptismal del segle xviii situada als peus de la nau lateral dreta no té cap tipus d'ornamentació. La porta té gravada la data 1766. Mesura 54 cm de diàmetre i 103 d'alçada. La pica d'aigua beneïda, vuitavada, que es conserva a l'entrada del temple. Mesura 32,5 cm de diàmetre i 26cm d'alçada total (sense el suport).

## Història
De l'església de Sant Martí de Dosquers se'n tenen notícies documentals des del segle xiii. És citada, el 1278, en el testament del bisbe de Girona, Pere de Castellnou, com a "Sancti Martini de Duobus cheriis". Havia estat possessió de la seu episcopal, exercint el bisbe, que tenia castell en el lloc, la jurisdicció civil.
L'any 1722, durant el viatge que realitzà el bisbe de Girona, Josep de Taverner i d'Ardena, l'església perdé el permís per a celebrar dues misses diàries sense cap justificació.